# Flash (Staffordshire)
Flash – wieś w Anglii, w hrabstwie Staffordshire, w dystrykcie Staffordshire Moorlands. Leży 45 km na północ od miasta Stafford i 226 km na północny zachód od Londynu.